# Karel Dillen
Karel Cornelia Constentijn Dillen (né le 16 octobre 1925 à Anvers – mort le 27 avril 2007 à Schilde) était un homme politique belge, qui fut, tout au long de sa vie un ardent défenseur du nationalisme flamand.

## Biographie
Karel Dillen naît le 16 octobre 1925 à Anvers, d'un père docker et d'une mère femme au foyer. Employé d'une compagnie de taxis puis de Renault à Deurne après un arrêt rapide de ses études, Karel Dillen commence à militer dans les milieux nationalistes à la libération.
Il siège dans l'organe législatif de la Volksunie de 1958 à 1971, date à laquelle il quitte ce parti. En 1962, il crée le groupe ultranationaliste Were Di, et le dirige jusqu'en 1976.
Dirigeant du Vlaams Nationale Partij (VNP), il est en 1977 à l'origine du Vlaams Blok, regroupement formé par le VNP et le Vlaamse Volkspartij (VVP) de Lode Claes pour les élections de 1978. Karel Dillen en devient le premier élu en 1978, dans l'arrondissement d'Anvers. Alors que le VVP garde son autonomie, le VNP devient en mai 1979 le Vlaams Blok, en intégrant l'aile nationaliste du VVP. Dillen devient le premier président du VB et le reste jusqu'au 8 juin 1996, date à laquelle il désigne comme successeur Frank Vanhecke.
Il fut député européen de 1989 à 2003, démissionnant en 2003 et remplacé par son fils Koenraad Dillen.